# Podenii Noi
Podenii Noi est une commune roumaine du județ de Prahova, dans la région historique de Valachie et dans la région de développement du Sud.

## Géographie
La commune de Podenii Noi est située dans l'est du județ, sur la Lopatna, affluent du Cricovul Sarat, dans les collines du piémont des Carpates courbes, à 20 km au nord de Urlați et à 42 km au nord-est de Ploiești, le chef-lieu du județ.
La municipalité est composée des dix villages suivants (population en 1992) :
- Ghiocel (287) ;
- Mehedința (460) ;
- Nevesteasca (359) ;
- Podenii Noi (688), siège de la commune ;
- Podu lui Galben (312) ;
- Popești (702) ;
- Rahova (467) ;
- Sălcioana ;
- Sfăcăru (369) ;
- Valea Dulce (1 119).

## Politique
| Identité           | Période | Période  | Durée  |
| Identité           | Début   | Fin      | Durée  |
| ------------------ | ------- | -------- | ------ |
| Mihai Alionte (d), | 2012    | En cours | 13 ans |

## Démographie
Lors du recensement de 2011, 90,55 % de la population se déclarent roumains et 6,7 % comme roms (2,67 % ne déclarent pas d'appartenance ethnique et 0,06 % déclarent appartenir à une autre ethnie).
De plus, 96,7 % déclarent être chrétiens orthodoxes (2,67 % ne déclarent pas d'appartenance religieuse et 0,61 % déclarent appartenir à une autre ethnie).

## Économie
L'économie de la commune repose sur l'agriculture (céréales, vergers), l'élevage, l'apiculture et la transformation du bois.

## Communications

### Routes
La route régionale DJ102M se dirige vers Apostolache à l'est et vers Bălțești à l'ouest, la DJ100L vers Iordăcheanu et Urlați au sud et la DJ100M vers Păcureți au nord.